# Schlacht von Launac
Die Schlacht von Launac vom 5. Dezember 1362 war der Höhepunkt einer langjährigen Fehde zwischen den französischen Adelsfamilien der Grafen von Armagnac und der Grafen von Foix. In ihr standen sich Truppen unter Jean II.  Graf von Armagnac und Gaston III. Phoebus Graf von Foix gegenüber, der einen überlegenen Sieg verbuchen konnte.

## Truppen
Wie viele Männer genau bei Launac beteiligt waren, ist unbekannt, allerdings war die Armee des Grafen von Armagnac der von Foix zahlenmäßig überlegen.
Der Graf von Armagnac hatte einige mächtige gascognische Adelsfamilien wie die Albrets aufgerufen und zusätzlich Söldnergruppen aus den Grandes Compagnies, da die Begegnung während des Hundertjährigen Krieges stattfand. Seine Streitmacht war zum größeren Teil beritten.
Auch Foix hatte seine Vasallen aufgeboten und ebenfalls eine größere Anzahl von Söldnern aus den Grandes Compagnies, darunter Deutsche, Gascogner und Engländer. Im Vergleich zu seinem Gegner hatte er wesentlich mehr Kämpfer zu Fuß, vor allem auch englische Langbogenschützen.

## Schlacht
Über die Schlacht selbst ist nicht viel bekannt. außer, dass sie morgens begann und gegen Mittag entschieden war. Graf Armagnac eröffnete sie morgens mit einem Angriff seiner Reiter. Diesen konnte Foix auffangen und anschließend mit seinen englischen Bogenschützen zerschlagen, die sich in einem Wäldchen im Rücken des Feindes versteckt gehalten hatten. Ihre Pfeilsalven töteten viele Pferde der Angreifer, woraufhin diese zu fliehen versuchten. Gegen Mittag war die Schlacht geschlagen.

## Folgen
Am bemerkenswertesten an der Schlacht ist der Umstand, dass Gaston III. Phoebus Graf von Foix dadurch unglaublich reich wurde. Er hatte  die Mehrzahl der Anführer des Gegners gefangen genommen und forderte nun nach dem im Mittelalter gängigen Brauch für diese Lösegeld.
Allein das Lösegeld für Jean II. soll 300.000 Gulden betragen haben. Nach erhaltenen Aufzeichnungen betrug die Summe aller Lösegelder wenigstens 600.000 Gulden, was über zwei Tonnen Gold entspräche. Zeitgenössische Chronisten schätzten den Betrag sogar noch höher. Man geht davon aus, dass der Neffe Jean II., der Herr von Albret, für 100.000 Gulden, der Graf von Comminges für 50.000 Gulden und einfache Ritter für durchschnittlich 1.500 Gulden freigekauft wurden. Die Lösegelder wurden hauptsächlich durch den Verkauf zweier strategischer Herrschaften zwischen Bigorre und Comminges aufgebracht.
Durch den Chronisten Jean Froissart ist bekannt, dass Gaston Phoebus Graf von Foix den Tag der Schlacht künftig zum Gedenken an diesen großen Sieg jährlich in seinem ganzen Herrschaftsgebiet mit religiösen Prozessionen und Festen feiern ließ. Der Chronist nahm an den Feierlichkeiten zum 28. Jahrestag teil und hinterließ eine Beschreibung.